# Movimiento Republicanos Europeos
El Movimiento Republicanos Europeos (en italiano: Movimento Repubblicani Europei) es un partido político italiano de ideología social liberal.
Entre 2007 y 2010, el partido estuvo asociado con el Partido Democrático (PD). En 2011, el MRE se fusionó con el Partido Republicano Italiano, del cual se había escindido en 2001. Sin embargo, en 2020 fue refundado volviendo a formar parte de la coalición de centroizquierda.

## Historia
En 2001, el Partido Republicano Italiano (PRI), después de cinco años dentro de la coalición de centro-izquierda El Olivo, decidió unirse a la centro-derecha la Casa de las Libertades. El MRE fue formado por un grupo que se opuso a dicha decisión y quiso permanecer en el entorno del centro-izquierda. El MRE participó en la consolidación El Olivo como una lista electoral conjunta, tanto en las eleccionesn al Parlamento Europeo de 2004 como en las elecciones generales de 2006, dentro de L'Unione junto con Demócratas de Izquierda y Democracia es Libertad-La Margarita. La lista obtuvo 220 de los 630 diputados, entre ellos dos del MRE.
En 2007, el MRE fue miembro fundador del Partido Democrático (PD), pero continuó existiendo como parte asociada y conservado casi en su totalidad su autonomía. En las elecciones generales de 2008 obtuvieron dos senadores, que con frecuencia tenían diferentes posiciones respecto al PD en muchas votaciones clave; cabe destacar que se opusieron a la reforma ley electoral para el Parlamento Europeo en 2009. 
La lucha común contra la reforma electoral favoreció una reconciliación con el PRI. Durante el congreso de 2009 del MRE las dos partes firmaron una declaración conjunta, en virtud de la cual, a pesar de sus diferentes lealtades de coalición, se comprometieron a unir sus fuerzas en cuestiones fundamentales, especialmente en las libertades civiles y la libertad de investigación. 
En abril de 2010 Sbarbati sacó al MRE del PD, y se unió a Unión de Centro (UdC) en el Senado. A partir de enero de 2011, el partido intentó una reconciliación con el PRI, que se alcanzó en marzo de 2011. Sin embargo, algunas secciones del partido, sobre todo en Emilia-Romaña y Véneto, no compartieron esta decisión y fundaron asociaciones en apoyo al centroizquierda.
En 2020, tras unos conflictos dentro del PRI, relativos principalmente al apoyo dado por este al candidato de Hermanos de Italia Francesco Acquaroli a las elecciones regionales de las Marcas, se relanzó el rinacimiento del MRE, que apoyó al candidato del centroizquierda Maurizio Mangialardi. El 28 de abril de 2021, el MRE llegó a un acuerdo de colaboración con el secretario general del PD, Enrico Letta.
De cara a las elecciones generales de 2022, el MRE se adhirió a la coalición de centroizquierda "Italia Democrática y Progresista".